# مات جونس
مات جونس (بالإنجليزية: Matt Jones)‏ (11 مايو 1986 بستوك أون ترينت في المملكة المتحدة - ) هو لاعب كرة قدم بريطاني في مركز حراسة المرمى. لعب مع فيلادلفيا يونيون ونادي أونياو دا ماديرا ونادي بيلينينسش ونادي تونديلا ووسترن ماس بيونيرز ونادي سانتا كلارا.

## وصلات خارجية
- مات جونس على موقع قاعدة بيانات كرة القدم.إي يو (الإنجليزية)
- مات جونس على موقع Soccerway.com (الإنجليزية)
- مات جونس على موقع AS.com (الإسبانية)